# Sjuglasvagn
Sjuglasvagn är en täckt fyrhjulig hästvagn med tre glasfönster på vardera sidan och ett bakfönster. Den användes vanligen vid ett hov, "statsvagn".  Marskalk Bassompierre införde 1599 från Italien till Frankrike en kaross med glasfönster (förut begagnades skinngardiner). Till Sverige kom den första statsvagnen under Johan III:s regering. Karossen används ännu vid hoven som så kallad galavagn.
Hovstallet i Stockholm har en berömd sjuglasvagn, känd som Sjuglasvagnen. 